# Trois Artilleurs en vadrouille
Pour plus de détails, voir Fiche technique et Distribution.
Trois Artilleurs en vadrouille est un film français réalisé par René Pujol, sorti en 1938.

## Fiche technique
- Titre : Trois Artilleurs en vadrouille
- Réalisation : René Pujol
- Scénario et dialogues : René Pujol
- Photographie : Nicolas Toporkoff
- Musique : Vincent Scotto
- Décors : Lucien Aguettand
- Société de production : Vondas Films
- Pays de production :  France
- Format : Noir et blanc - 1,37:1 - 35 mm - Son mono
- Genre : Comédie
- Durée : 108 minutes (1 h 48)
- Dates de sortie : 
  - France : 13 juillet 1938

## Distribution
- Pierre Larquey
- Paul Azaïs
- Roland Toutain
- Gisèle Préville
- Marguerite Pierry
- Jim Gérald
- Marcel Simon
- Madeleine Suffel
- Monique Joyce
- Janine Darcey
- Hélène Dassonville